# Robert Pape

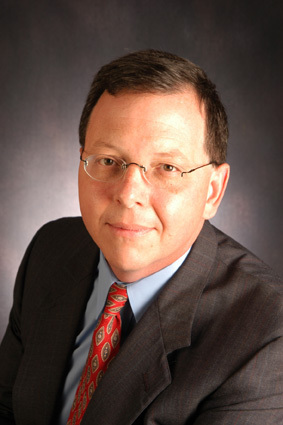
Robert Pape

Robert Anthony Pape Jr. (* 1960) ist ein US-amerikanischer Politikwissenschaftler. Er ist bekannt für seine Arbeiten zu Fragen der internationalen Sicherheit, insbesondere zu Luftkriegen und Selbstmordattentaten.
Das Studium der Politikwissenschaft an der University of Pittsburgh schloss Pape 1982 mit Auszeichnung ab (Phi Beta Kappa). An der University of Chicago erhielt er 1988 seinen Ph.D., ebenfalls in Politikwissenschaft.
Von 1991 bis 1994 lehrte er an der School of Advanced Airpower Studies der United States Air Force; anschließend lehrte er bis 1999 am Dartmouth College. Seitdem lehrt er an der University of Chicago.

## Werke
- Bombing to Win: Air Power and Coercion in War. Cornell University Press, Ithaca 1996, ISBN 978-0-8014-3134-0.
- Dying to Win: The Strategic Logic of Suicide Terrorism. Random House, New York 2005, ISBN 978-1-4000-6317-8.
- mit James K. Feldman: Cutting the Fuse: The Explosion of Global Suicide Terrorism and How to Stop. University of Chicago Press, Chicago 2010, ISBN 978-0-226-64560-5.